# Liste der denkmalgeschützten Objekte in Ardagger
Die Liste der denkmalgeschützten Objekte in Ardagger enthält die 12 denkmalgeschützten, unbeweglichen Objekte der Marktgemeinde Ardagger im niederösterreichischen Bezirk Amstetten.

## Denkmäler
| Foto |                 | Denkmal                                                                                              | Standort                                      | Beschreibung | Metadaten |
| ---- | --------------- | --- | --------------------------------------------- | --- | --- |
| ja   | Datei hochladen | Kath. Pfarrkirche hl. Nikolaus und Friedhof HERIS-ID: 30995 Objekt-ID: 27911                         | Standort KG: Ardagger Markt                   | Ein romanisches Bauwerk in erhöhter Lage mit einem massigen mittelalterlichen Südturm und gotischen Erweiterungen. Der Hochaltar stammt aus der Mitte des 18. Jahrhunderts. | BDA-Hist.: Q22929662 Status: § 2a Stand der BDA-Liste: 2025-06-30 Name: Kath. Pfarrkirche hl. Nikolaus und Friedhof GstNr.: 60 Pfarrkirche Ardagger Markt                             |
| ja   | Datei hochladen | Pranger HERIS-ID: 30999 Objekt-ID: 27915                                                             | Ardagger Markt Standort KG: Ardagger Markt    | Ein erneuerter Pfeiler mit schlankem geschupptem Pyramidenaufsatz und Kugelbekrönung aus der zweiten Hälfte des 16. Jahrhunderts. | BDA-Hist.: Q37939545 Status: § 2a Stand der BDA-Liste: 2025-06-30 Name: Pranger GstNr.: 1820/2 Pranger Ardagger Markt                                                                 |
| ja   | Datei hochladen | Kindergarten, ehem. Pfarrhof HERIS-ID: 30997 Objekt-ID: 27913                                        | Ardagger Markt 29 Standort KG: Ardagger Markt | Ein zweigeschoßiges kubisches Bauwerk mit Walmdach und späthistoristischer Fassade. | BDA-Hist.: Q37939528 Status: Bescheid Stand der BDA-Liste: 2025-06-30 Name: Wohnhaus, ehem. Pfarrhof GstNr.: 1900                                                                     |
| ja   | Datei hochladen | Kath. Pfarrkirche hl. Margarethe, ehem. Kirche des Kollegiatstiftes HERIS-ID: 31000 Objekt-ID: 27916 | Standort KG: Ardagger Stift                   | Eine spätromanisch-frühgotische basilikale dreischiffige Kirche. Im Zuge der 2. Barockisierung wurde das Langhaus und der Chor um 1680 mit üppigem Stuck ausgestattet. Das sogenannte Margaretenfenster, ein spätromanisches Großfenster aus der Zeit um 1230 und ein frühes Hauptwerk der bildhaften Glasmalerei in Österreich, wurde 1992 restauriert und am Chorschluss eingesetzt.                                                                 | BDA-Hist.: Q64512953 Status: § 2a Stand der BDA-Liste: 2025-06-30 Name: Kath. Pfarrkirche hl. Margarethe, ehem. Kirche des Kollegiatstiftes GstNr.: .3 St. Margareten, Stift Ardagger |
| ja   | Datei hochladen | Friedhof christlich HERIS-ID: 31002 Objekt-ID: 27918                                                 | Standort KG: Ardagger Stift                   | | BDA-Hist.: Q37939573 Status: § 2a Stand der BDA-Liste: 2025-06-30 Name: Friedhof christlich GstNr.: 2 Friedhof christlich Ardagger Stift                                              |
| ja   | Datei hochladen | Kreuzgang HERIS-ID: 31001 Objekt-ID: 27917                                                           | Stift 1 Standort KG: Ardagger Stift           | Einfache Kreuzrippengewölbe mit abwechslungsreichen Schlusssteinen (Blatt, Doppelrosette, Stern, segnende Hand usw.). Fenster mit moderner Verglasung in den Klostergarten. Die Brunnenkapelle auf der Westseite wurde in eine Altarkapelle umgebaut, die sogenannte Dreikönigskapelle. Die Inschrift Capella SS Trium Regum 1410 über dem Eingang weist auf die Zeit der Errichtung hin. Auf der Ostseite des Kreuzganges frühgotische Wandmalereien. | BDA-Hist.: Q64512954 Status: Bescheid Stand der BDA-Liste: 2025-06-30 Name: Kreuzgang GstNr.: .1 Kreuzgang Stift Ardagger                                                             |
| ja   | Datei hochladen | Ehem. Stift, heute Schloss Ardagger HERIS-ID: 31004 Objekt-ID: 27920                                 | Stift 1 Standort KG: Ardagger Stift           | Eine zweigeschoßige unregelmäßige Dreiflügelanlage aus dem 17. Jahrhundert, die im Kern eine mittelalterliche Substanz hat und seit 1811 im Privatbesitz ist. | BDA-Hist.: Q1286852 Status: Bescheid Stand der BDA-Liste: 2025-06-30 Name: Ehem. Stift, heute Schloss Ardagger GstNr.: .1 Ehem. Stift Ardagger Stift                                  |
| ja   | Datei hochladen | Schüttkasten HERIS-ID: 31005 Objekt-ID: 27921                                                        | Stift 5 Standort KG: Ardagger Stift           | Der mächtige dreigeschoßige Getreidespeicher trägt das Sandsteinwappen des Propstes Leopold Graf Starhemberg (1732–1752) und dürfte um 1740 entstanden sein. Die Fassaden zeigen Rechteckfenster mit Steckgittern, Putzbandgliederung und Spuren einer Eckquaderung im Putz. Eine Restaurierung erfolgte 1998/99. | BDA-Hist.: Q37939616 Status: Bescheid Stand der BDA-Liste: 2025-06-30 Name: Schüttkasten GstNr.: .15 Schüttkasten Ardagger Stift                                                      |
| ja   | Datei hochladen | Annakapelle HERIS-ID: 31003 Objekt-ID: 27919                                                         | Stift 11 Standort KG: Ardagger Stift          | Ehemalige Friedhofskapelle, die 1518 geweiht und 1784 profaniert wurde. | BDA-Hist.: Q37939586 Status: § 2a Stand der BDA-Liste: 2025-06-30 Name: Annakapelle GstNr.: .3 Annakapelle Ardagger Stift                                                             |
| ja   | Datei hochladen | Figurenbildstock hl. Johannes Nepomuk HERIS-ID: 31006 Objekt-ID: 27922                               | Standort KG: Ardagger Stift                   | Eine Johannes-Nepomuk-Statue von Josef Anton Pfaffinger aus der Mitte des 18. Jahrhunderts in einer Mittelnische beim zweiläufigen Stiegenaufgang zur Friedhofsterrasse. | BDA-Hist.: Q37939630 Status: § 2a Stand der BDA-Liste: 2025-06-30 Name: Figurenbildstock hl. Johannes Nepomuk GstNr.: 2 Johannes Nepomuk Ardagger Stift                               |
| ja   | Datei hochladen | Kath. Pfarrkirche, Wallfahrtskirche hl. Ottilie HERIS-ID: 31010 Objekt-ID: 27926                     | Kollmitzberg Standort KG: Kollmitzberg        | Eine Saalkirche mit einem barocken Langhaus und einem spätgotischen Chor. | BDA-Hist.: Q37939645 Status: § 2a Stand der BDA-Liste: 2025-06-30 Name: Kath. Pfarrkirche, Wallfahrtskirche hl. Ottilie GstNr.: .1 Wallfahrtskirche Kollmitzberg                      |
| ja   | Datei hochladen | Kath. Pfarrkirche hl. Stephan HERIS-ID: 31011seit 2024                                               | Kirchenstraße 9 Standort KG: Stephanshart     | Der Stahlbetonbau mit kubischen Bauteilen und hochaufragendem Turm wurde 1956–1959 errichtet und ersetzte einen älteren, ins 12. Jahrhundert zurückgehenden Bau, der durch Hangrutsche unbenutzbar geworden war. | BDA-Hist.: Q30870708 Status: Bescheid Stand der BDA-Liste: 2025-06-30 Name: Kath. Pfarrkirche hl. Stephan GstNr.: 35/5 Pfarrkirche Stephanshart                                       |